# René Marik

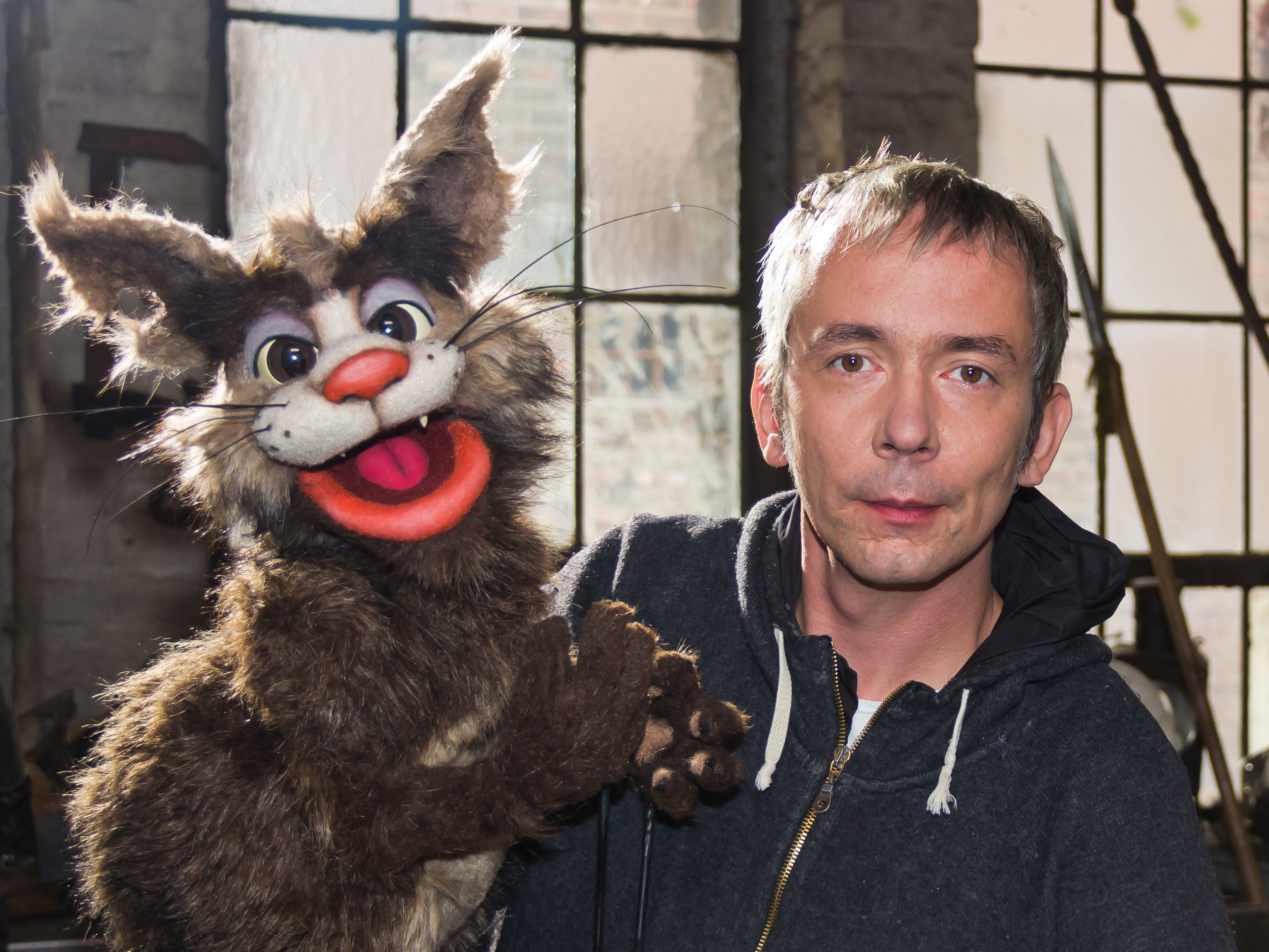
René Marik mit der Klappmaulpuppe „Kater Karl“ bei Dreharbeiten zur KiKA-Sendung Kaiser! König! Karl!, 2014

René Marik (* 1. Juni 1970 in Hildesheim) ist ein deutscher Puppenspieler, Komiker, Gitarrist, Sänger und Schauspieler.

## Leben und Werk
Nach dem Hauptschulabschluss und einer abgebrochenen Lehre als Kfz-Mechaniker am damaligen Wohnort der Familie, einem kleinen Dorf im Westerwald, machte Marik sein Abitur am Peter-Paul-Rubens-Gymnasium am Siegener Rosterberg und studierte zunächst Mathematik an der Universität Siegen, bis er 1995 an die Hochschule für Schauspielkunst „Ernst Busch“ Berlin wechselte und dort das Fach „Puppenspiel“ belegte. 1999 erhielt er sein Diplom. Von 2000 bis 2004 war er festes Ensemblemitglied am Theaterhaus Jena. Weitere Engagements folgten, unter anderem am neuen theater in Halle (Saale), bei den Freilichtspielen Schwäbisch Hall und am Deutschen Theater in Berlin.
Bekannt geworden ist Marik vor allem als Comedy-Künstler, teils als Solist, teils mit anderen Künstlern wie Rainald Grebe, mit dem er bereits in Jena zusammengearbeitet hatte. Den Hauptanteil seiner Programme bildet jedoch das Puppentheater. Regelmäßig tritt er damit unter anderem im Quatsch Comedy Club und in der Bar jeder Vernunft, beide in Berlin, auf.
Am Beginn seiner Karriere als Komödiant standen – noch während er als Schauspieler im Neuen Theater in Halle engagiert war – regelmäßige Auftritte im Steintor-Varieté, ebenfalls in Halle. In dieser Zeit entwickelte er auch seine bekannteste Figur, einen blinden, sprachbehinderten Maulwurf, dessen YouTube-Auftritte von zahlreichen Betrachtern als besonders lustig empfunden, weiterempfohlen und schließlich bald hunderttausendfach angesehen wurden. Daraufhin lud man ihn auch immer öfter zu kabarettistischen Kurzauftritten in zahlreiche Fernsehshows ein. Inzwischen geht er regelmäßig auf Deutschlandtournee.
Als Gitarrist und Sänger tritt Marik (in seiner jüngsten Puppen-Show) unter dem Künstlernamen „Eminenz Don Mercedes Moped“ auf und singt, begleitet von seinem Keyboarder „Tastateur Professor Inge“ (Ingo Günther) unter anderem Liebeslieder, die er ebenfalls komödiantisch verfremdet, indem er beispielsweise einen heruntergekommenen Schnulzensänger mimt und das Publikum mit übertriebener Intensität anschmachtet.
2007 erhielt Marik den Cabinet-Preis in der Sparte Comedy. 2008 gewann er den Jurypreis beim Prix Pantheon in der Kategorie Frühreif und Verdorben. Die Jury erklärte, dass Marik „dem einst so depperten Kasperletheater ein großartig subversives Comeback beschert“ habe. Im September 2008 erschien sein Tourfilm Autschn! auf DVD. Im November 2010 veröffentlichte er seine neue DVD KasperPop.
2010 wirkte Marik in der deutschen Fassung des Films Rapunzel – Neu verföhnt als Synchronsprecher mit.
Bei der Verleihung der 1Live-Krone am 9. Dezember 2011 kündigte er an, zunächst kein weiteres Programm mit seinen Puppen zu gestalten und sich stattdessen lieber anderen Dingen zuzuwenden.
Am 5. September 2013 erschien Mariks Film Geld her oder Autsch’n! (Arbeitstitel Sein oder nicht’n Gaage), für den 2012 durch Crowdfunding Mittel zur Finanzierung eingesammelt worden waren.
2014 erklärte er den Rücktritt vom Rücktritt und tourt seit 2015 wieder regelmäßig mit dem Programm ZeHage! Best Of+X durch Deutschland.
Im Herbst 2019 erschien sein autobiografisches Buch Wie einmal ein Bagger auf mich fiel: Eine Provinzjugend. Darin schildert er seine Jugendjahre im dörflichen, bundeswehrgeprägten Westerwald.

## Puppenspiel
Mariks populärste Figur ist der Maulwurf Maulwurfn (mit Blindenbinde), der entweder der Barbiepuppe („de Barbe“) oder verschiedenen Figuren aus der Grimmschen Märchenwelt begegnet und dabei vor allem durch seine gutmütige Naivität sowie durch seine eingeschränkte Syntax und Sprechweise bzw. seine eigenwillige Aussprache auffällt; so zum Beispiel „Hage! Jemand ze Hage?“ (Hallo! Jemand zu Hause?), „Rapante“ (Rapunzel), „Schneewante“ (Schneewittchen), „Froschn“ (Frosch), „We ha Becha gage?“ (Wer hat aus meinem Becher getrunken?).
Er spielt unter anderem in den Stücken Der Maulwurf auf dem Mond, Rapante, Rapante! und Schneewante die Hauptrolle.
Weitere Puppen sind der Frosch Herr Günther Falkenhorst, der optisch Kermit aus der Muppet-Show ähnelt; der prollige Eisbär Kalle mit Berliner Dialekt und einer Vorliebe für Schultheiss-Bier, der von seinem Eisberg aus unter anderem den Untergang der Titanic kommentiert; und ein Paar Putzlappen (Dominik und Schackline).
Im zweiten Programm KasperPop kam der Hasskasper hinzu, eine bösartige, übel gelaunte Puppe mit spitzer Nase und Glatze, die für Interaktivität mit den Zuschauern sorgt. An den jeweiligen Spielorten wird vor der Aufführung eine sogenannte Hasskasperbox im Foyer oder vor dem Theater aufgestellt, in der die Zuschauer selbst mit der Puppe spielen und sie als emotionales Ventil benutzen dürfen, indem sie sich über persönliche Frustrationen und Hassobjekte empören können. Die so entstehenden Szenen werden aufgezeichnet und die besten Ausschnitte ins aktuelle Programm auf der Videoleinwand eingeblendet. Der Hasskasper wurde von Marik auch unter dem Namen „Grinsekasper“ ins Spiel eingeführt und spricht starken Kölner Dialekt.

## Rezeption
„Würde Helge Schneider die Muppet-Show übernehmen und Kurt Schwitters als Autor einstellen, dann dürfte ungefähr das herauskommen, was René Marik mit seinen Handpuppen veranstaltet. Die Minidramen, die er mit seinen Puppen aufführt, sind durchweg hinreißend.“

## Engagement
Marik engagiert sich für das Lesen- und Schreibenlernen. Im Rahmen der Kampagne „iCHANCE“, die vom Bundesverband Alphabetisierung und Grundbildung durchgeführt wird, spielte er den bekannten Lagerarbeiter-Spot mit seinen Puppen nach, um auf das Thema Analphabetismus aufmerksam zu machen.

## Werke
- Wie einmal ein Bagger auf mich fiel: Eine Provinzjugend, Droemer TB Verlag, München 2019, ISBN 978-3-426-30221-7.

### Videoalben
- 2008: Autschn! (auch als Extended Edition)
- 2010: KasperPop
- 2013: Geld her oder Autsch’n!
- 2017: Wieder ZeHage

## Auszeichnungen

### Preise
- 2007: Prix Pantheon in der Kategorie „Frühreif und Verdorben“
- 2011: 1 Live Krone in der Kategorie Beste Comedy

### Auszeichnungen für Musikverkäufe
Goldene Schallplatte
- 2010: für das Videoalbum Autschn! (DE: ×2Doppelplatin (Comedy-Award) )[10]
- 2011: für das Videoalbum KasperPop (DE: Gold (Comedy-Award))
- 2023: für das Album Autschn! (DE: Gold (Comedy-Award))